# Viktor Grigorjevics Kurencov
Viktor Grigorjevics Kurencov, oroszul: Виктор Григорьевич Куренцов (Tuhinka, 1941. április 5. – Ogyincovo, 2021. április 7.) olimpiai és világbajnok szovjet súlyemelő.

## Pályafutása
1959-ben kezdett el súlyemeléssel foglalkozni, miközben a szovjet hadseregben a Távol-Keleten szolgált. 1964-ben nyert először szovjet bajnokságot váltósúlyban, majd 1974-ig összesen kilenc bajnoki címet szerzett, ebből 1964 és 1970 között hetet sorozatban. Az 1964-es tokió olimpián ezüst, az 1968-as mexikóvárosi játékokon aranyérmet nyert. 1964 és 1970 között a világbajnokságokon öt arany- és egy ezüstérmet szerzett. Pályafutása során 24 világrekordot állított fel váltósúlyban.
Sportpályafutása befejezése után továbbra is a szovjet hadseregnél szolgált, ahol 1990-ben ezredesként szerelt le. 1990-ben Ogyincovo városi tanácsába választották meg, majd 1991 és 1993 között a városi tanács elnökhelyettese volt. 1993 és 1998 között Oroszország olaszországi nagykövetségén dolgozott Rómában. 1999 és 2003 között Ogyincovo nemzetközi kapcsolattartójaként dolgozott a kerületi kormányzatnál.

## Sikerei, díjai
- Olimpiai játékok – 75 kg
  - aranyérmes: 1968, Mexikóváros
  - ezüstérmes: 1964, Tokió
- Világbajnokság – 75 kg
  - aranyérmes (5): 1965, 1966, 1968, 1969, 1970
  - ezüstérmes: 1964
- Szovjet bajnokság – váltósúly
  - bajnok (9): 1964, 1965, 1966, 1967, 1968, 1969, 1970, 1972, 1974